# Vlag van Oregon
De vlag van Oregon, met een hoogte-breedteverhouding van 3:5, werd aangenomen op 26 februari 1925 en is sindsdien onveranderd het belangrijkste symbool van Oregon gebleven.
Aan de voorkant bestaat de vlag uit een blauw veld met daarop in geel het zegel van Oregon dat omringd wordt door 33 sterren. Boven het zegel staat de tekst STATE OF OREGON, eronder het jaartal 1859. De sterren en het jaartal verwijzen naar het feit dat Oregon in 1859 als 33ste staat tot de Verenigde Staten toetrad.
De achterzijde van de vlag is anders dan de voorzijde en toont een gele Noord-Amerikaanse bever (het symbolische statelijke dier) op een blauw veld.
Oregon is de enige Amerikaanse staat die een vlag heeft waar de voor- en achterzijde van elkaar verschillen. Een dergelijk fenomeen komt ook buiten de Verenigde Staten weinig voor. Slechts één nationale vlag, de vlag van Paraguay, heeft een verschillende voor- en achterzijde. Dat dit zo weinig voorkomt is met name omdat het kostbaar is om een vlag van twee verschillende zijden te voorzien.

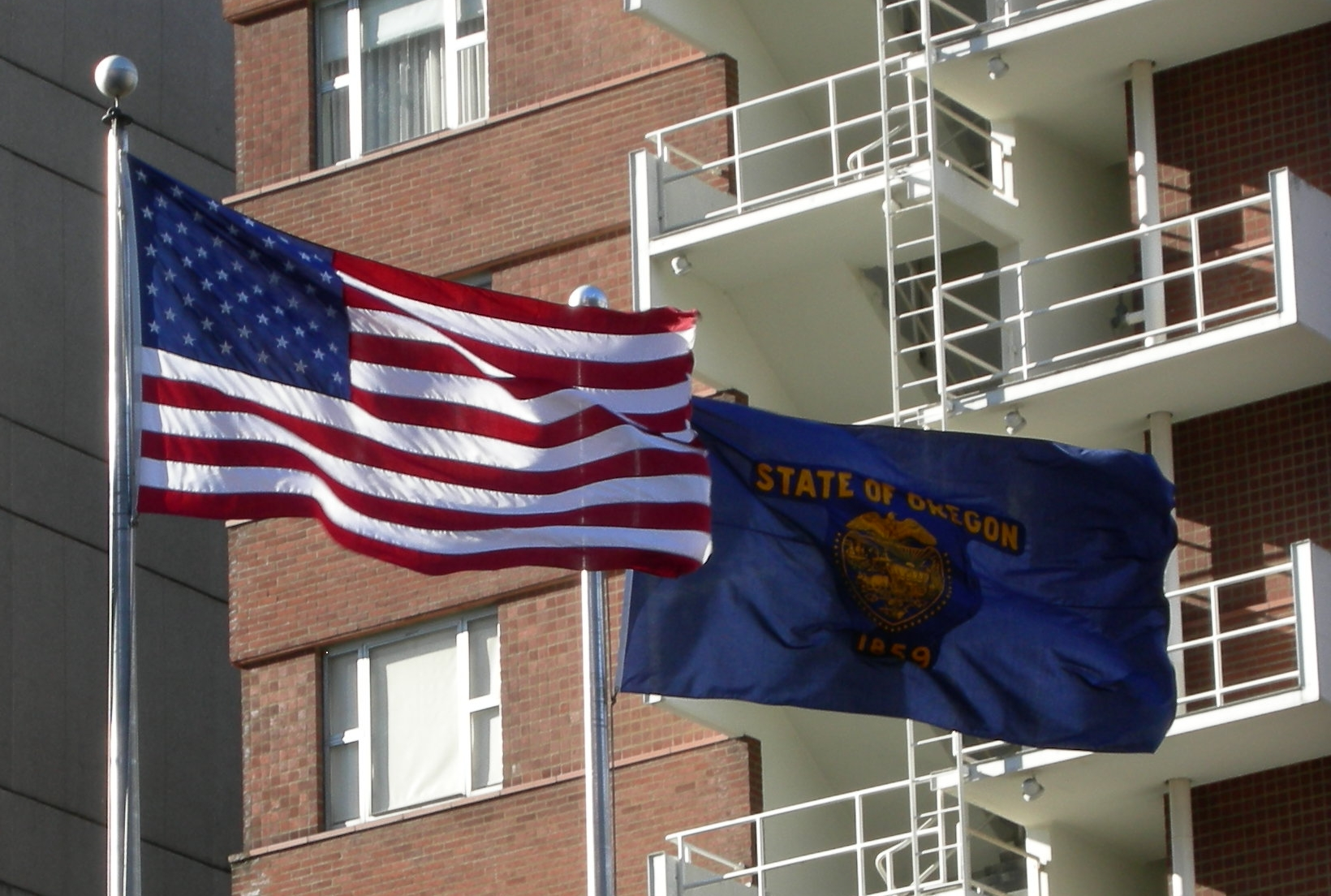
De vlag van Oregon met de Amerikaanse vlag in Portland.